# ニコ タッチズ ザ ウォールズ ノ ヒミツキチ 「カベニミミ」
ニコ タッチズ ザ ウォールズ ノ ヒミツキチ 「カベニミミ」は日本のロックバンドNICO Touches the Wallsが2014年2月1日から3月1日まで東京都渋谷区神宮前のライブハウスで行ったライブ、企画である。

## 解説
- 2013年11月25日、Zepp DiverCityにて行った1125（イイニコ）の日ライブにおいて、翌年2月のキャリア初のベストアルバムの発売、8月のキャリア2度目の日本武道館公演の開催の発表と共に2月にバンド自らがプロデュースを手掛けたライブハウスをオープンさせ、そこで1カ月にわたり籠城型ライブを行うことが発表された。後に詳細が発表され火曜日と金曜日を除く毎日、計20公演に及ぶライブが行われることとなった。
- この「カベニミミ」は自分たちの思うがままの空間で、もっと自由に自分たちを表現したいという彼らの思いを実現させた「実験室」でありついついカベニミミをあてて中の様子をうかがいたくなる空間を作ることをコンセプトに作られ（HPより、斜字部は引用)、「実験室」とあるように毎公演様々な試みが行われた。
- 会場は東京原宿にある普段ギャラリーとして使用されているスペースを改装。定員200人（2月5日の公演のみテレビカメラが入った影響で150人）のみの小さなライブハウスであった。（現在は再びギャラリーとして使用されている）
- 公演は「N」「I」「C」「O」がそれぞれ3公演ある以外にインディーズ時代の曲のみのセットリストのPrimitive-Night「I」、B面曲のみのセットリストの「B面 モ ヤットカナイト」、10代限定公演の「門限 ハ マモラナイト」、社会人限定公演の「BLUE MONDAY ヲ フットバサナイト」、男性限定公演の「ヤケッパチナイト」、アコースティックセッションでの公演Primitive-Night「A」、女性限定公演の「女子シカイナイト・・・」、公演当日に客から彼らの曲のどの曲が好きかアンケートをとって集計しランキング形式でセットリストを作った「リクエスト ニ 応エナイト」が企画された。
「N」公演はVo.Gt光村、「I」公演ではGt古村、「C」公演ではBa坂倉、「O」公演ではDr対馬がそれぞれ自身が設定したテーマに基づいてセットリストを作り、20公演全てで全く異なるセットリストで行われた。
- 公演は予定通り2月1日にDAY1がスタート。その1曲目は光村が「思い入れのある曲」とMCで語ったメジャーデビューシングルのA面『夜の果て』であった。
8日DAY6は大雪のため中止となり3月1日に振替公演が行われた。さらに同日、振替公演の後「大打ち上げ」を行い、無事全日程を終えた。
- 全20公演と3月1日にDAY6の振替公演の後に行われた「大打ち上げ」で彼らの楽曲全てが演奏された。
- また、この企画と連動して、FM802の番組「ROCK KIDS 802 -OCHIKEN Goes ON!!-」の23時台に連日その日行われた（火曜日は前週末の公演）ライブ音源から1曲を放送するという企画が行われた。さらに2月5日にはJ:COMTVで同日の公演の模様が生中継された。

## 公演
- 2014年2月1日（土）カベ ニ ミミ DAY1「N」
- 2014年2月2日（日）カベ ニ ミミ DAY2 Primitive-Night「I」
- 2014年2月3日（月）カベ ニ ミミ DAY3「I」
- 2014年2月5日（水）カベ ニ ミミ DAY4「C」
- 2014年2月6日（木）カベ ニ ミミ DAY5「B面 モ ヤットカナイト」
- 2014年2月8日（土）カベ ニ ミミ DAY6「門限 ハ マモラナイト」※10代限定公演 ※大雪のため3月1日に延期。
- 2014年2月9日（日）カベ ニ ミミ DAY7「O」
- 2014年2月10日（月）カベ ニ ミミ DAY8「BLUE MONDAY ヲ フットバサナイト」※社会人限定公演
- 2014年2月12日（水）カベ ニ ミミ DAY9「N」
- 2014年2月13日（木）カベ ニ ミミ DAY10「I」
- 2014年2月15日（土）カベ ニ ミミ DAY11「ヤケッパチナイト」※男性限定公演
- 2014年2月16日（日）カベ ニ ミミ DAY12「C」
- 2014年2月17日（月）カベ ニ ミミ DAY13「O」
- 2014年2月19日（水）カベ ニ ミミ DAY14「N」
- 2014年2月20日（木）カベ ニ ミミ DAY15「I」※auスマートパス会員限定公演
- 2014年2月22日（土）カベ ニ ミミ DAY16 Primitive-Night「A」
- 2014年2月23日（日）カベ ニ ミミ DAY17「C」
- 2014年2月24日（月）カベ ニ ミミ DAY18「女子シカイナイト・・・」※女性限定公演
- 2014年2月26日（水）カベ ニ ミミ DAY19「リクエスト ニ 応エナイト」
- 2014年2月27日（木）カベ ニ ミミ DAY20「O」